# Mastacomys fuscus
La rata de molares anchos (Mastacomys fuscus) es una especie de roedor miomorfo de la familia Muridae. Es la única especie del género Mastacomys. Es endémica de Australia, encontrándose en zonas montañosas de los estados de Victoria, Nueva Gales del Sur y Tasmania.